# Nyomi Banxxx
Nyomi Banxxx (Chicago, 14 de outubro de 1972), é uma ex-atriz pornográfica americana. Nyomi estrelou mais de 70 videos desde 2006, e em 2009 venceu o Urban X Awards de Best MILF Performer.

## Prêmios e indicações

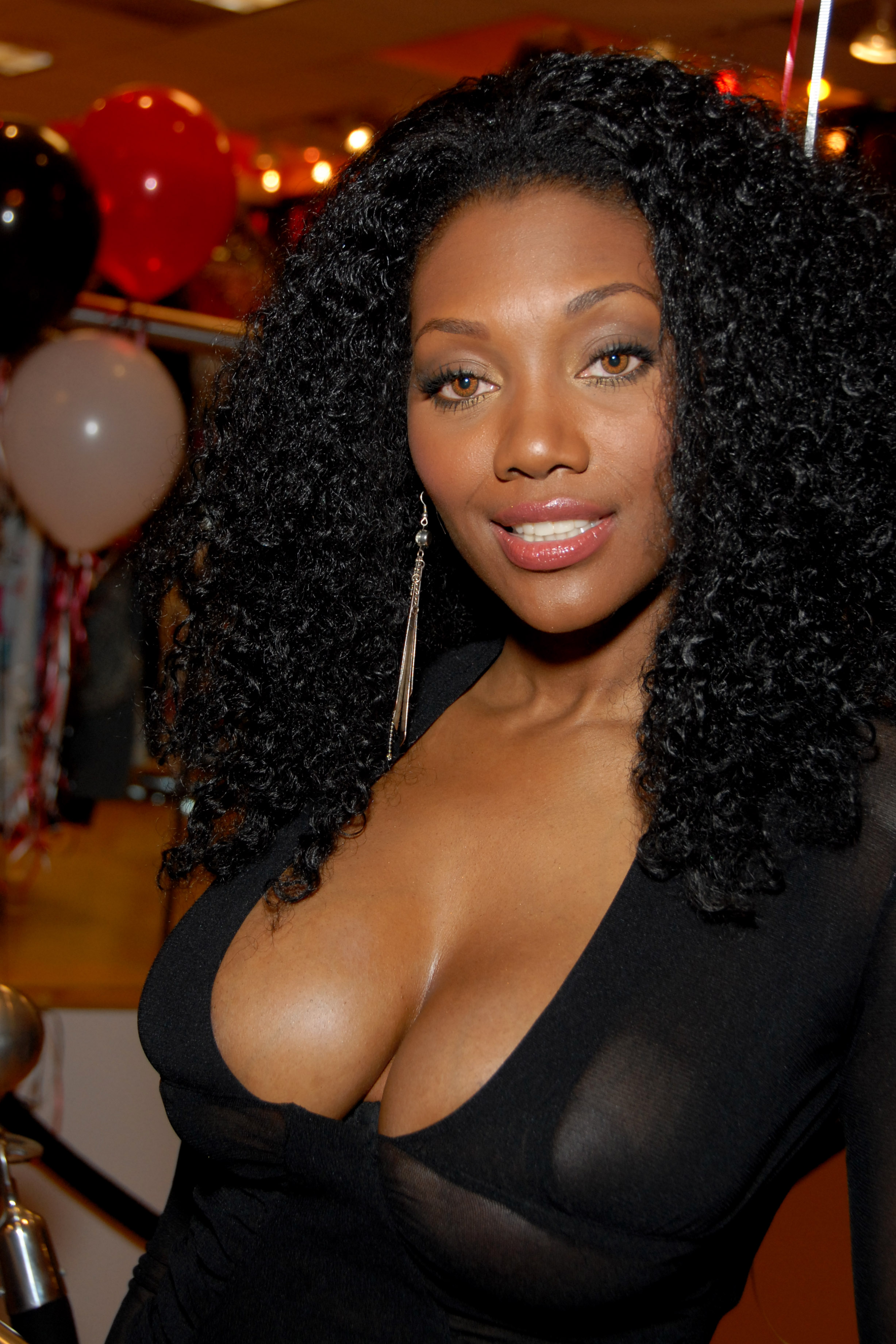
Nyomi Banxxx 2009

- 2007 AVN Award (nomeada)– Best Oral Sex Scene, Film - Manhunters[3]
- 2009 Urban X Awards vencedora – Best MILF Performer
- 2010 AVN Award (nomeada) – Best Original Song - "Goin' on In" in The Jeffersons: A XXX Parody[4]
- 2011 XRCO Award (nomeada) – Unsung Siren[5]
- 2011 XBiz Award nominee – Acting Performance of the Year, Female - Official Friday Parody[6]
- 2011 AVN Award (nomeada) – Best Actress - Fatally Obsessed[7]
- 2011 AVN Award (nomeada) – Unsung Starlet of the Year[7]
- 2011 AVN Award (nomeada) – Best Oral Sex Scene - Throat Injection 3[7]
- 2011 Urban X Awards vencedora – Female Performer of the Year[8]
- 2011 Urban X Awards vencedora – Best Anal Sex Scene - Dynamic Booty 5[8]
- 2013 XBIZ Award (nomeada) - 'Best Actress - Parody Release' - Training Day: A Pleasure Dynasty Parody[9]